# Associació de Lingüística de la Gran Bretanya
L'Associació de Lingüística de la Gran Bretanya (LAGB) és una associació que afirma ser la principal associació professional de lingüistes acadèmics del Regne Unit.
El predecessor de l'associació va ser el Cercle Lingüístic del germanista Jeffrey Ellis a la Universitat de Hull, que va començar a finals dels anys cinquanta. L'1 de novembre de 1959 va passar a anomenar-se LAGB.
L'associació publica el Journal of Linguistics des de l'any 1964.

## Persones notables
- David Adger, professor de lingüística a la Universitat Queen Mary de Londres,[2] en va esdevenir el 17è president l'any 2015.[3]
- Kersti Börjars, professora a la Universitat de Manchester i a la Universitat d'Oslo,[4] en va ser presidenta des de 2005 fins a 2011.[1]
- Eugénie Henderson, presidenta des de 1977 fins a 1980.